# Фальбоґі
Фальбоґі (пол. Falbogi) — село в Польщі, у гміні Калушин Мінського повіту Мазовецького воєводства.
Населення — 96 осіб (2011).
У 1975-1998 роках село належало до Седлецького воєводства.

## Демографія
Демографічна структура станом на 31 березня 2011 року:
|          | Загалом | Допрацездатний вік | Працездатний вік | Постпрацездатний вік |
| -------- | ------- | ------------------ | ---------------- | -------------------- |
| Чоловіки | 59      | 25                 | 30               | 4                    |
| Жінки    | 37      | 18                 | 11               | 8                    |
| Разом    | 96      | 43                 | 41               | 12                   |